# Озарела (Терни)
Озарела је насеље у Италији у округу Терни, региону Умбрија.
Према процени из 2011. у насељу је живело 102 становника. Насеље се налази на надморској висини од 311 м.